# Marcelino Menéndez Pelayo
Marcelino Menéndez y Pelayo (Santander, 3 novembre 1856 – Santander, 19 maggio 1912) è stato uno scrittore e politico spagnolo.
Fu un poligrafo ed erudito, dedicato principalmente alla storia delle idee, alla critica e storia della letteratura spagnola e ispanoamericana, alla filologia ispanica. Coltivò, peraltro, la poesia, la traduzione e la filosofia. A lui è dedicata la Universidad Internacional Menéndez Pelayo.

## Biografia
Nato a Santander si dimostrò un "bambino prodigio" , così all'età di 15 anni si trasferì a Barcellona dove studiò all'università (1871–1873) con Manuel Milà y Fontanals, un famoso professore di letteratura. Da Barcellona si spostò alla più centrale università di Madrid, dove studiò con Nicolás Salmerón, col quale maturò poi una opposta visione del krausismo. Spostatosi a Valladolid (1874), incontrò Gumersindo Laverde, uno scrittore che lo allontanò dal suo iniziale liberalismo e lo orientò verso posizioni più conservatrici, corrispondenti a quelli allora chiamati neocattolici. A venti anni iniziò un viaggio di studio che lo portò a visitare le principali biblioteche di Portogallo, Italia, Francia, Belgio e Paesi Bassi (1876–1877). Rientrato in patria, una legge ad personam gli permise di diventare professore universitario all'età di 22 anni (1878). La frequentazione con Juan Valera, un altro scrittore, dette luogo ad una vera e propria tertulia (riunioni periodiche).
A 24 anni diventò membro della Real Accademia spagnola (1880), fu poi deputato (1884–1892) e direttore, fino alla morte, della biblioteca nazionale spagnola (1898-1912). Nel 1905 fu candidato al Premio Nobel e dal 1909 fu direttore della Real Academia de la Historia.
In vecchiaia tornò sulle sue iniziali posizioni liberaliste, benché solidamente ancorate ad un punto di vista cristiano, e corresse molti dei suoi giudizi sfavorevoli su personaggi come Gaspar Núñez de Arce o Benito Pérez Galdós, con i quali finì per diventare amico. Morì nella sua città natale, al cui municipio lasciò la sua biblioteca ricca di oltre quarantamila volumi. Una definizione lapidaria appartiene al cardinale Ángel Herrera Oria, suo compaesano e, in una certa misura, suo discepolo: «Consacrò la sua vita alla sua patria. Volle mettere la sua patria a servizio di Dio».
Morì a Santander il 19 maggio 1912.

## Opere
- La novela entre los latinos (Santander, 1875). (La sua tesi di dottorato).
- Estudios críticos sobre escritores montañeses. Telesforo Trueba y Cosío (Santander, 1876).
- Polémicas, indicaciones y proyectos sobre la ciencia española (Madrid, 1876).
- La ciencia española, 2ª edición refundida y aumentada (Madrid, 1887–1880).
- Horacio en España (Madrid, 1877, 2ª ed. 1885).
- Estudios poéticos (Madrid, 1878).
- Odas, epístolas y tragedias (Madrid, 1906).
- Traductores españoles de la Eneida (Madrid, 1879).
- Traductores de las Églogas y Geórgicas de Virgilio (Madrid, 1879).
- Historia de los heterodoxos españoles (Madrid, 1880–1882).
- Calderón y su teatro (Madrid, 1881).
- Dramas de Guillermo Shakespeare traducción (Barcelona, 1881).
- Obras completas de Marco Tulio Cicerón, traducción (Madrid, 1881–1884).
- Historia de las ideas estéticas en España (Madrid, 1883–1889).
- Estudios de crítica literaria (Madrid, 1884).
- Obras de Lope de Vega (1890–1902).
- Antología de poetas líricos castellanos desde la formación del idioma hasta nuestros días (1890–1908).
- Ensayos de crítica filosófica (Madrid, 1892).
- Antología de poetas hispano-americanos (1893–1895).
- Historia de la poesía hispano-americana (Madrid, 1911).
- Bibliografía hispano-latina clásica (Madrid, 1902).
- Orígenes de la novela (Madrid, 1905–1915).
- El doctor D. Manuel Milá y Fontanals. Semblanza literaria (Barcelona, 1908).
- Obras completas (iniciadas en 1911).
- «Biblioteca de traductores españoles», en Obras completas (Madrid: CSIC, 1952–1953).